# Исаковская (Ростовско-Минское сельское поселение, у д. Ульяновская)
Исаковская — деревня в Устьянском районе Архангельской области.

## География
Находится в южной части Архангельской области на расстоянии приблизительно 23 км на юг по прямой от административного центра района поселка Октябрьский.

## История
В 1859 году здесь (деревня Вельского уезда Вологодской губернии) было учтено 15 дворов. До 2004 года входила в Ростовский сельсовет. До 2022 года была в составе Ростовско-Минского сельского поселения до его упразднения.

## Население
Численность населения: 109 человек (1859 год), 9 (русские 100 %) в 2002 году, 5 в 2010.